# Carnisser dorsinegre
El carnisser dorsinegre (Cracticus mentalis) és una espècie d'ocell de la família dels artàmids.

## Hàbitat i distribució
Habita les sabanes, clars i boscos oberts, al sud-est de Nova Guinea, des de Merauke fins Port Moresby. Nord-est de Queensland des de la Península del Cap York cap al sud fins al Riu Mitchell i l'àrea de Cooktown.